# Pico das Agulhas Negras

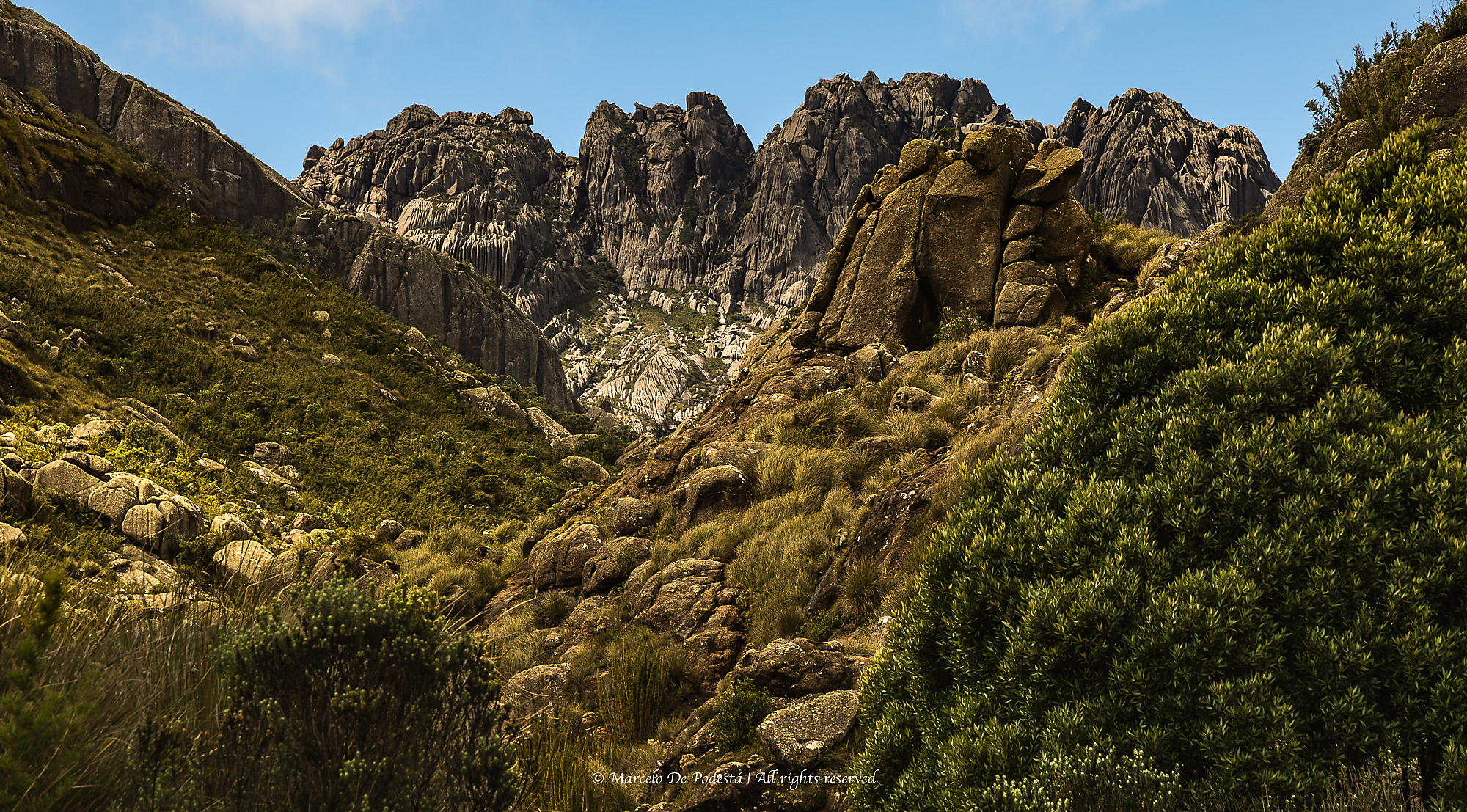
Pico das Agulhas Negras, visto do Abrigo Rebouças

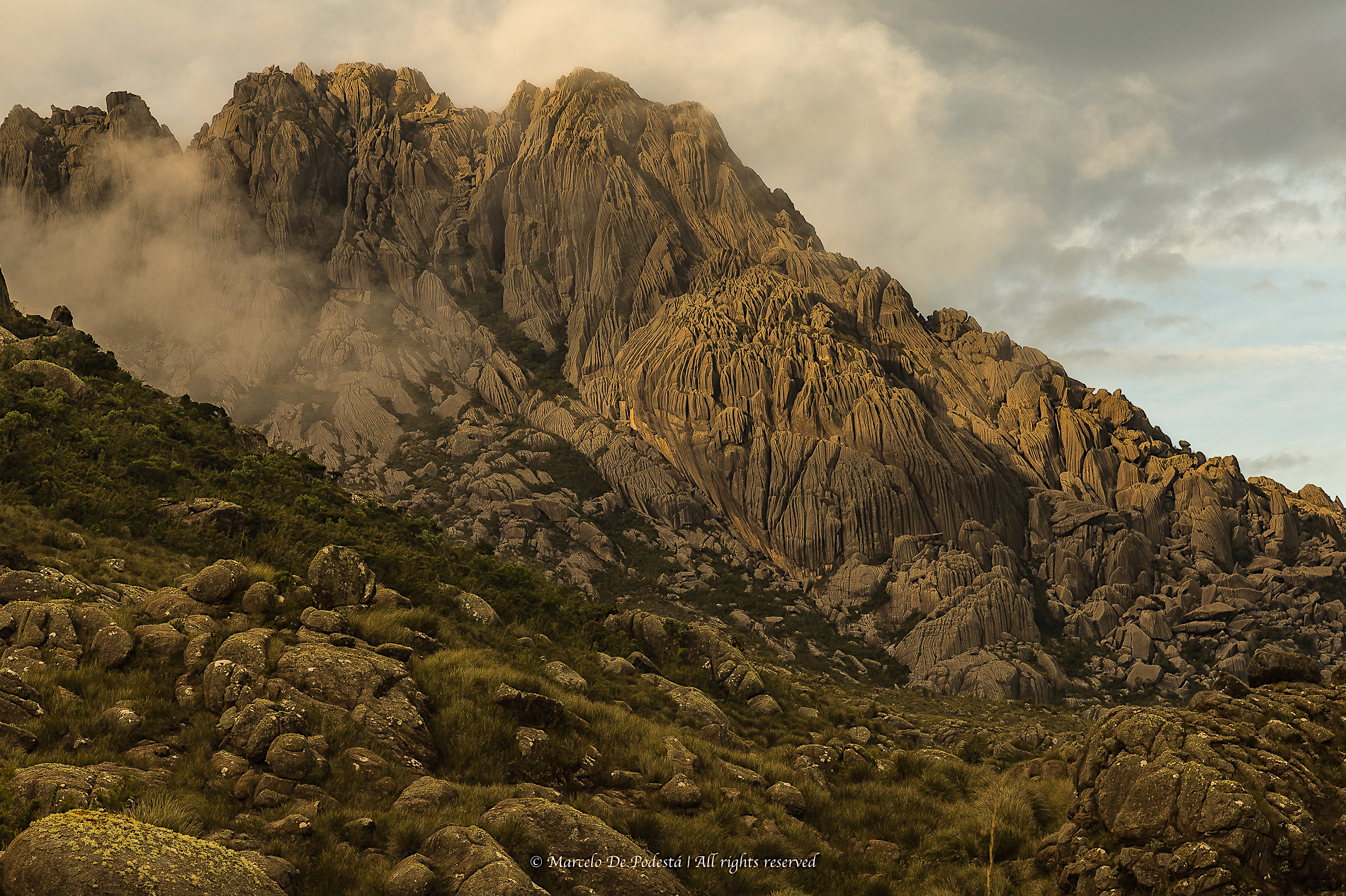
Pico das Agulhas Negras

O pico das Agulhas Negras, com 2 790,94 m de altitude, é o ponto culminante do estado do Rio de Janeiro, o terceiro ponto mais alto do estado de Minas Gerais, e o quinto mais alto do Brasil.
Apesar de se situar em uma zona tropical, o pico costuma registrar temperaturas negativas durante o inverno e ocasionalmente neve em anos excepcionalmente mais úmidos.

## Localização

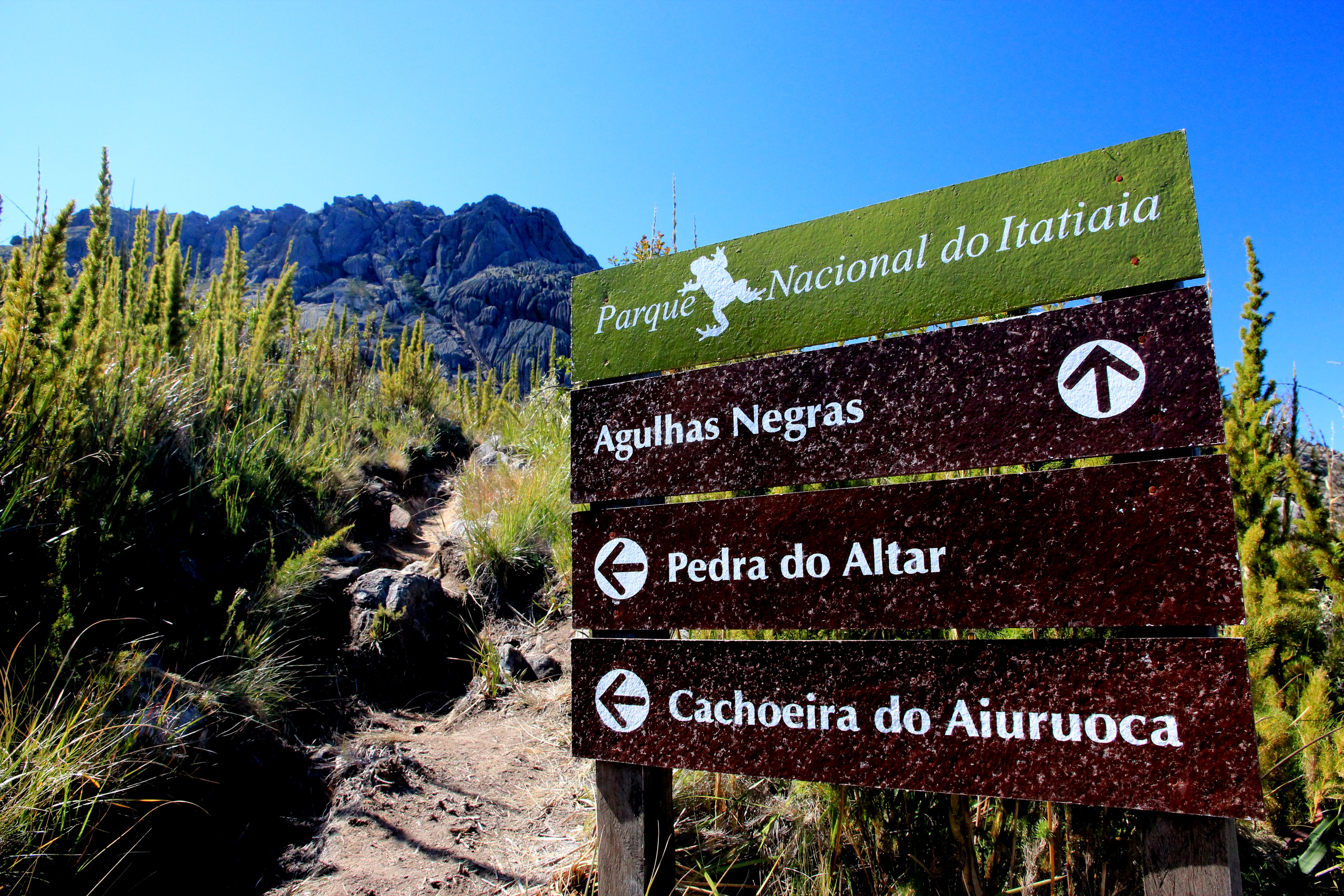
Placa de acesso ao pico das Agulhas Negras

O pico das Agulhas Negras está localizado na parte alta do Parque Nacional de Itatiaia, no maciço de mesmo nome, parte da serra da Mantiqueira, entre o município mineiro de Bocaina de Minas e os municípios fluminenses de Itatiaia e Resende.
O rio Preto, que tem 222 km de extensão e serve de divisa natural entre os estados do Rio de Janeiro e de Minas Gerais, tem sua nascente no pico das Agulhas Negras. No interior do parque, o mais antigo do Brasil, existem várias outras montanhas com altitude superior aos dois mil metros.

## Medições da altitude
Até o início do ano 2000, o pico das Agulhas Negras era considerado a quarta montanha em altitude no Brasil. Contudo, uma medição realizada pelo hoje geógrafo e então estudante Lorenzo Baggini, da Universidade de São Paulo (USP), demonstrou que a Pedra da Mina, localizada a cerca de 20 km em linha reta, no encontro das divisas dos municípios paulistas de Queluz e Lavrinhas e do mineiro de Passa Quatro, era mais alta.
Depois, através de medições e de estudos topográficos feitos em 2004 pelo IBGE e pelo Instituto Militar de Engenharia (IME), no contexto do Projeto Pontos Culminantes do Brasil, encontraram-se novas altitudes oficiais para as duas montanhas. Verificou-se então que a Pedra da Mina, com 2798,39 m, era cerca de 7 metros mais alta que o pico das Agulhas Negras, muito embora a nova altitude encontrada para este (2791,55 m) também fosse cerca de 4 metros maior que a anteriormente divulgada pelo órgão (2787 m). As novas medidas foram oficializadas ainda no mesmo ano pelo IBGE.
Em 2015, o IBGE completou um novo mapeamento mais preciso do território brasileiro quanto ao geoide, a superfície imaginária e irregular, baseada no campo gravitacional da Terra, que serve de referência para medições de altitude. Isto levou o Instituto a recalcular a altitude das montanhas medidas no projeto anterior em função da nova referência. Os novos dados foram publicados em fevereiro de 2016. A altitude do pico das Agulhas Negras foi então corrigida oficialmente para 2790,94 m, ou 61 cm menos que a medição de 2004.

## Clima

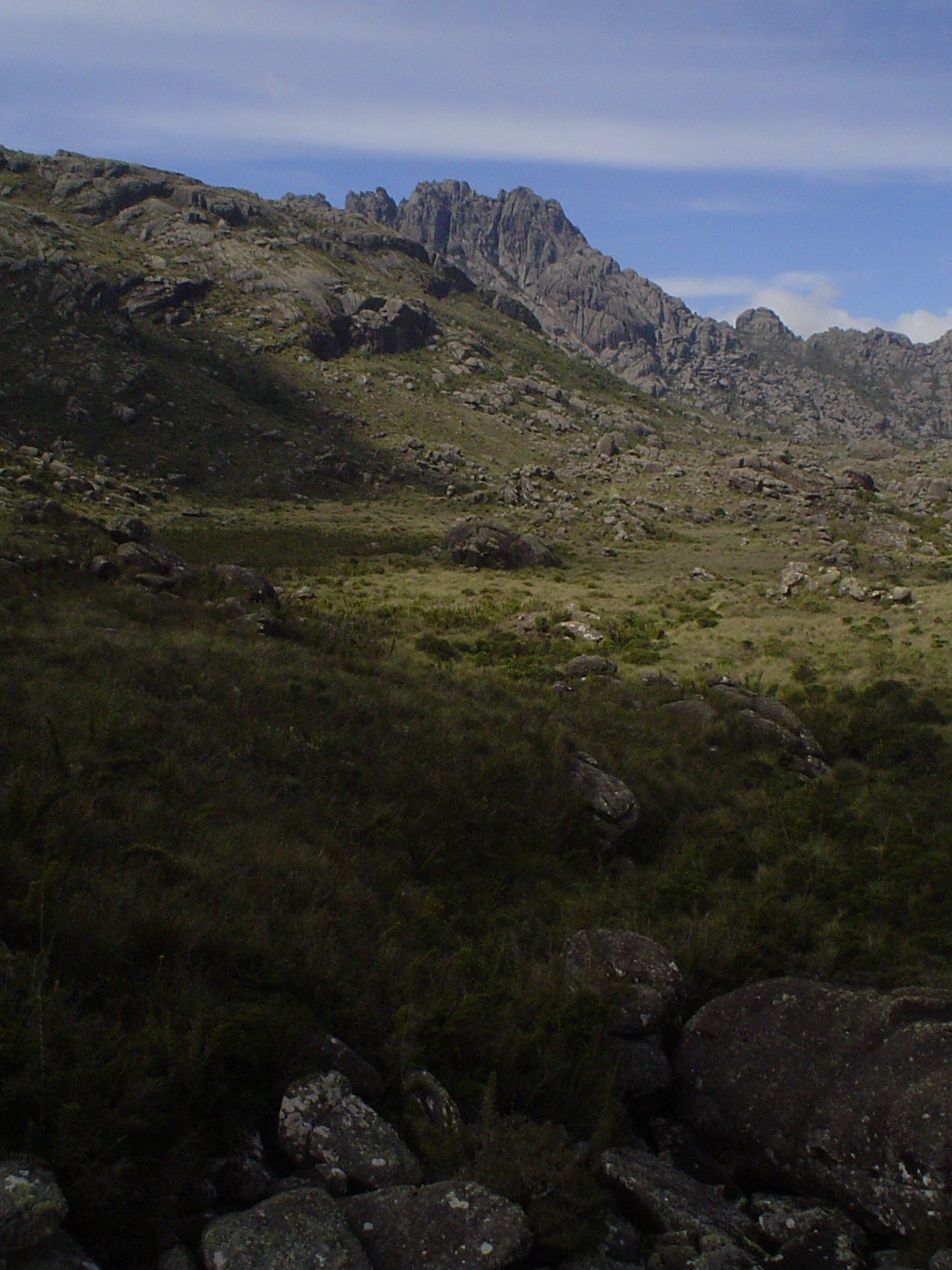
Vista dos planaltos do Parque Nacional de Itatiaia, com o pico das Agulhas Negras ao fundo

Durante o inverno do Hemisfério Sul, de junho a agosto, a pluviosidade na região do pico das Agulhas Negras diminui drasticamente, sendo frequente a ocorrência de temperaturas extremamente baixas para os padrões brasileiros. Em seu ponto culminante, não raramente a temperatura pode chegar aos dois dígitos negativos ou ainda menos, como em 1985, quando os termômetros marcaram -13°C.
O clima durante o inverno é seco e bastante frio, sendo comum a formação de geada, cobrindo os campos e a vegetação da parte alta do Parque Nacional de Itatiaia com um fino manto de gelo. A formação de sincelo, fenômeno em que a densa neblina se congela, também é registrada algumas vezes ao ano nas áreas vizinhas ao pico, como no morro do Couto. Já a precipitação de neve nos dias mais frios é incomum, mas pode ocorrer acima dos 2400 metros de altitude. Em junho de 1985, ocorreu uma intensa e memorável precipitação de neve, de proporções incomuns para a região, por nove horas. À época, foi registrado um acúmulo de mais de 1 metro de neve nas partes mais altas, ao longo de 3 dias, e o pico pôde ser visto coberto de neve desde localidades adjacentes.
A precipitação de neve não ocorre todos os anos, como nas serras gaúchas e catarinenses, mas a quantidade de dias em que são registradas temperaturas negativas nas partes superiores da serra pode chegar até quarenta dias por ano. Acredita-se que a cada sete ou oito anos, a neve caia no pico com maior intensidade, devido ao fenômeno climático conhecido por La Niña. Isto ocorreu, por exemplo, em 2012, 1988 e, é claro, em 1985. Nos últimos 31 anos, alega-se que a neve caiu 12 vezes - uma média de uma nevada a cada dois anos, mas nos registros oficiais do Parque Nacional do Itatiaia somente constam três - uma a cada década. Os meses mais suscetíveis ao fenômeno são, em geral, junho e setembro, uma vez que os meses de julho e agosto, apesar de geralmente mais frios, também são muito secos.
O monitoramento das temperaturas na serra da Mantiqueira vem sendo intensificado ao longo dos anos, em grande parte por pesquisadores amadores fascinados pelas baixas temperaturas da região. Várias estações meteorológicas em diversos pontos da serra, como as estações PNI-Campo Belo, PNI-Furnas e PNI-Massena, foram estabelecidas a partir da iniciativa individual de entusiastas, em parceria com setores da comunidade brasileira de climatologistas, desde o final de 2014.[carece de fontes?] Graças à empreitada, estão sendo coletados dados climáticos inéditos e significantemente mais detalhados sobre a região, o que tem causado surpresa à comunidade científica brasileira de meteorologistas. No meio do outono de 2016, por exemplo, a estação PNI-Furnas, idealizada por Arthur Chiovitti e Carlos Dias, apontou picos extremos de temperaturas negativas na região logo durante a primeira semana de maio. No dia 2 daquele mês fora registrado -9,4 °C no início da manhã e nos dias seguintes, as temperaturas mínimas chegaram facilmente a -8 °C, aos 2450 metros, próximo à estação Posto Marcão.
Os verões e as primaveras tendem a ser mais úmidos e, portanto, mais chuvosos. Tempestades são frequentes nos meses de novembro a abril, tornando a escalada ao cume mais problemática. Durante as estações mais quentes, as temperaturas raramente excedem os 20°C e as mínimas dificilmente caem abaixo de 0°C.
| Dados climatológicos para a Estação Furnas (PNI) - altitude: 2470 m                                   | Dados climatológicos para a Estação Furnas (PNI) - altitude: 2470 m | Dados climatológicos para a Estação Furnas (PNI) - altitude: 2470 m | Dados climatológicos para a Estação Furnas (PNI) - altitude: 2470 m | Dados climatológicos para a Estação Furnas (PNI) - altitude: 2470 m | Dados climatológicos para a Estação Furnas (PNI) - altitude: 2470 m | Dados climatológicos para a Estação Furnas (PNI) - altitude: 2470 m | Dados climatológicos para a Estação Furnas (PNI) - altitude: 2470 m | Dados climatológicos para a Estação Furnas (PNI) - altitude: 2470 m | Dados climatológicos para a Estação Furnas (PNI) - altitude: 2470 m | Dados climatológicos para a Estação Furnas (PNI) - altitude: 2470 m | Dados climatológicos para a Estação Furnas (PNI) - altitude: 2470 m | Dados climatológicos para a Estação Furnas (PNI) - altitude: 2470 m | Dados climatológicos para a Estação Furnas (PNI) - altitude: 2470 m |
| Mês                                                                                                   | Jan                                                                 | Fev                                                                 | Mar                                                                 | Abr                                                                 | Mai                                                                 | Jun                                                                 | Jul                                                                 | Ago                                                                 | Set                                                                 | Out                                                                 | Nov                                                                 | Dez                                                                 | Ano                                                                 |
| --- | ------------------------------------------------------------------- | ------------------------------------------------------------------- | ------------------------------------------------------------------- | ------------------------------------------------------------------- | ------------------------------------------------------------------- | ------------------------------------------------------------------- | ------------------------------------------------------------------- | ------------------------------------------------------------------- | ------------------------------------------------------------------- | ------------------------------------------------------------------- | ------------------------------------------------------------------- | ------------------------------------------------------------------- | ------------------------------------------------------------------- |
| Temperatura máxima recorde (°C)                                                                       | 26,8                                                                | 26,7                                                                | 24,7                                                                | 24,3                                                                | 23,8                                                                | 22,8                                                                | 21,2                                                                | 21,9                                                                | 22,8                                                                | 24,1                                                                | 25,9                                                                | 26,7                                                                | 26,8                                                                |
| Temperatura máxima média (°C)                                                                         | 19,3                                                                | 19,6                                                                | 18,3                                                                | 17,9                                                                | 13,2                                                                | 13,2                                                                | 13,8                                                                | 15,8                                                                | 15,8                                                                | 18,5                                                                | 19,7                                                                | 18,4                                                                | 17,5                                                                |
| Temperatura média (°C)                                                                                | 11,7                                                                | 12,1                                                                | 11,6                                                                | 10,9                                                                | 7,6                                                                 | 6,6                                                                 | 6,9                                                                 | 7,2                                                                 | 9,5                                                                 | 10,2                                                                | 12                                                                  | 11,7                                                                | 10,6                                                                |
| Temperatura mínima média (°C)                                                                         | 8,4                                                                 | 8,7                                                                 | 7,7                                                                 | 6,2                                                                 | 1,9                                                                 | 0,7                                                                 | 0,8                                                                 | −0,4                                                                | 6,4                                                                 | 7,5                                                                 | 8,1                                                                 | 9,3                                                                 | 7,3                                                                 |
| Temperatura mínima recorde (°C)                                                                       | 2,2                                                                 | 2,5                                                                 | −0,2                                                                | −2,8                                                                | −9,6                                                                | −13                                                                 | −11,4                                                               | −9,2                                                                | −6,3                                                                | −2,6                                                                | 2,7                                                                 | 3,8                                                                 | −13                                                                 |
| Precipitação (mm)                                                                                     | 39,9                                                                | 33,8                                                                | 24,5                                                                | 30                                                                  | 36,7                                                                | 21                                                                  | 9,5                                                                 | 7                                                                   | 25,8                                                                | 27,5                                                                | 35                                                                  | 31,5                                                                | 521,1                                                               |
| Chuva (mm)                                                                                            | 33,2                                                                | 34,7                                                                | 33,7                                                                | 31,2                                                                | 20,1                                                                | 10                                                                  | 4,5                                                                 | 7                                                                   | 25,5                                                                | 22,7                                                                | 36,9                                                                | 31,5                                                                | 418,9                                                               |
| Queda de neve média (cm)                                                                              | 0                                                                   | 0                                                                   | 0                                                                   | 0                                                                   | 0                                                                   | 0,1                                                                 | 0,1                                                                 | 0                                                                   | 0                                                                   | 0                                                                   | 0                                                                   | 0                                                                   | 0,4                                                                 |
| Dias com precipitação (≥ 0,2 mm)                                                                      | 12                                                                  | 8                                                                   | 9                                                                   | 7                                                                   | 7                                                                   | 4                                                                   | 3                                                                   | 2                                                                   | 3                                                                   | 5                                                                   | 9                                                                   | 11                                                                  | 77                                                                  |
| Dias com chuva (≥ 0,2 mm)                                                                             | 7                                                                   | 6                                                                   | 8                                                                   | 7                                                                   | 6                                                                   | 3                                                                   | 2                                                                   | 0,7                                                                 | 0,8                                                                 | 3                                                                   | 3                                                                   | 0,84                                                                | 35                                                                  |
| Dias com neve (≥ 0,1 cm)                                                                              | 0                                                                   | 0                                                                   | 0                                                                   | 0                                                                   | 0                                                                   | 0,2                                                                 | 0,1                                                                 | 0                                                                   | 0                                                                   | 0                                                                   | 0                                                                   | 0                                                                   | 0,6                                                                 |
| Umidade relativa (%)                                                                                  | 85,7                                                                | 84,7                                                                | 81,5                                                                | 80,1                                                                | 76,7                                                                | 74,5                                                                | 75,6                                                                | 72,4                                                                | 74,8                                                                | 80,1                                                                | 82                                                                  | 85,1                                                                | 79,1                                                                |
| Insolação (h)                                                                                         | 240,7                                                               | 243,9                                                               | 241,9                                                               | 242,4                                                               | 230,2                                                               | 221,3                                                               | 200,3                                                               | 210,4                                                               | 221                                                                 | 240,4                                                               | 241,9                                                               | 247,5                                                               | 2 352,9                                                             |
| Fonte: Estação PNI-Furnas (normal climatológica de 1985−2016; recordes de temperatura: 1985-presente) |                                                                     |                                                                     |                                                                     |                                                                     |                                                                     |                                                                     |                                                                     |                                                                     |                                                                     |                                                                     |                                                                     |                                                                     |                                                                     |

## Bioma
A flora da região apresenta plantas tanto de florestas tropicais quanto de temperadas, como a conífera Araucaria angustifolia (pinheiro-do-paraná ou pinheiro-nacional). Acima dos dois mil metros de altitude, a paisagem é convertida de florestas para campos de altitude, vegetação semelhante à de regiões de latitudes médio-altas.

## Primeira ascensão
A escalada até ao topo foi primeiro tentada por Franklin Massena em 1856. Outras tentativas falhadas foram feitas por André Rebouças em 1878 e Horácio de Carvalho em 1898, mas o cume só foi atingido em 1919, por Carlos Spierling e Osvaldo Leal.

## Acesso
O acesso ao pico das Agulhas Negras é feito pela rodovia BR-354, que liga a Via Dutra no município de Resende (Rio de Janeiro) à cidade de Itamonte (Minas Gerais), através de um passo de montanha denominado Garganta do Registro. No alto do passo, do lado mineiro, poucos metros após a divisa, começa a rodovia BR-485, que leva à parte alta do Parque Nacional de Itatiaia. No trajeto, a BR-485 atinge a altitude de 2460 m, a maior de uma rodovia federal no Brasil (partindo desse ponto, uma estrada vicinal de acesso a uma torre de telecomunicações é ainda mais alta). Apenas os primeiros quilômetros da BR-485 são asfaltados. A rodovia leva até o Abrigo Rebouças, onde começa a trilha que leva à escalada do pico.

## Turismo
Do cume do pico das Agulhas Negras é possível avistar vários pontos da região, como o morro do Couto, a segunda montanha mais alta do parque. Também podem ser avistadas a Represa do Funil, a serra Fina, a região de Visconde de Mauá, a vasta região do Vale do Paraíba, onde estão localizadas as cidades do eixo mais populoso do Brasil, o eixo Rio-São Paulo, e o rio Paraíba, do qual origina o nome do vale.
A região é muito procurada por turistas que buscam hospedar-se nos hotéis-fazenda próximos ao parque nos meses de inverno e por aventureiros que se instalam em acampamentos próximos ao pico para a prática de esportes radicais como o alpinismo, o trekking e o rapel, naquilo que é conhecido como turismo de aventura.